# 奥利弗·克里斯滕森
奥利弗·克里斯滕森（丹麥語：Oliver Christensen，1999年3月22日—），丹麦男子足球运动员，司职守門員。現時被意甲球隊費倫天拿外借至意乙球隊沙蘭力坦拿。丹麥國家足球隊成員。他曾代表丹麦国家队参加2022年国际足联世界杯，结果队伍止步小组赛阶段。